# Андроник, Олег Николаевич
Олег Николаевич Андроник (6 февраля 1989, Кишинёв, Молдавская ССР, СССР) — молдавский и румынский футболист, нападающий.

## Биография

### Карьера

#### Клубная
В команде «Зимбру» — с 2007 года. После ухода нападающего Алексея Жданова в российскую «Носту» Новотроицк, смог реализовать свой шанс занять место в атаке кишинёвского клуба. В чемпионате Молдавии дебютировал 16 марта 2008 года в матче против «Олимпии» Бельцы, забил в этой игре гол с пенальти. По итогам 2008 года молдавской Федерацией футбола был признан лучшим нападающим страны. В сезоне-2008/09 стал лучшим бомбардиром чемпионата с 16 мячами и лучшим молодым игроком Молдавии по версии УЕФА. Принимал участие в матчах квалификационного раунда Лиги Европы 2009/10.
Был на просмотре в командах «Шахтёр» Солигорск (Белоруссия) и «Габала» (Азербайджан), но не подошёл этим клубам. Покинул «Зимбру» в декабре 2011 года

#### В сборной
В ноябре 2008 года дебютировал в сборной Молдавии: выходил на замену в матчах международного турнира в Эстонии: 18 ноября — против Эстонии, 19 ноября — против Литвы. В мае 2012 года сыграл в проходившем в Пуэрто-Ордасе товарищеском матче против Венесуэлы, вышел на замену на 75-минуте

### Личная жизнь
Отец — Николай, привёл Олега в футбол. Младший брат Георге — футболист, игрок «Милсами». Двоюродные братья: Валерий Андроник — главный тренер «Зимбру» U-18 и Игорь Андроник — футболист, свободный агент.